# Корутина (географија)
Корутина је географски термин, који према српској географској терминологији означава простране котлине, које нису глатка раван већ су испуњене бреговима и брежуљцима.

## Синоними
Корутина — корито — карлица — басен — котлина — поље

## Пример
Један од примера и типичан представник корутине у Србији по својим географским одликама је Коритничка котлина, дугачка 18 km.  У сложеној геоморфолошкој целини, она је улегнуће у земљиној кори и специфичан геопростор на југоистоку Србије, у тектонском рову композитне долине-потолине средњег Понишавља, које поред Белопаланачке котлине чини и изворишни облук Црвене реке.